# Улица Владимира Брожко
Улица Владимира Брожко — улица в Голосеевском и Соломенском районах города Киева (Украина), местностей Забайковье, Монтажник, Совки. Пролегает от улицы Николая Гринченко до Крутогорной улицы. Вдоль нечетной стороны улицы пролегают Совские ставки.
К данной улице примыкают следующие улицы: Изюмская, Гайдамацкая, Забайкавская, Фрометовский спуск, Монтажников, Майский переулок, улице Купянская, Николая Миклухи-Маклая, Луганская, Проспект Валерия Лобановского.

## История
Начальный отрезок улицы возник в начале XX века под названием «Луговая», а в 1955 году приобрел название «Кировоградская». В 1958 году к улице были присоединены часть «Ямпольской улицы» (от улицы Монтажников до Краснозвёздного проспекта), которая в свое время называлась «Шевченко» и «Степная». В 1962 году была присоединена «Степная улица». С тех пор улица имеет нынешнюю длину.
В течение 1970—1980-х годов часть малоэтажной частной застройки (на начальном отрезке улицы) была снесена. В 2006—2008 годах была осуществлена реконструкция и расширена проезжая часть, в результате чего улица превратилась в скоростную магистраль. Было заменено освещение, перепланировано место пересечения улицы с проспектом Валерия Лобановского и немного улучшена прилегающая территория.
Современное название в честь солдата Вооруженных сил Украины, участника АТО Владимира Сергеевича Брожко с 2018 года.